# 小蓋基
50°2′39″N 25°18′33″E / 50.04417°N 25.30917°E
小蓋基（烏克蘭語：Малі Гайки），是烏克蘭西北部的村莊，隸屬里夫內州的杜布諾區。該村始建於1545年，面積0.15平方公里，海拔高度264米，2001年人口54，人口密度每平方公里369.9人。